# Nakajima Ki-27
Nakajima Ki-27 (яп. 九七式戦闘機, латиніз.: Kyūnana-shiki sentōki — армійський винищувач Тип 97) — серійний винищувач Імперської армії Японії періоду Другої світової війни.
Кодова назва союзників — «Нейт» (англ. Nate), «Абдул» (англ. Abdul). Радянська кодова назва - «И-97».

## Історія створення

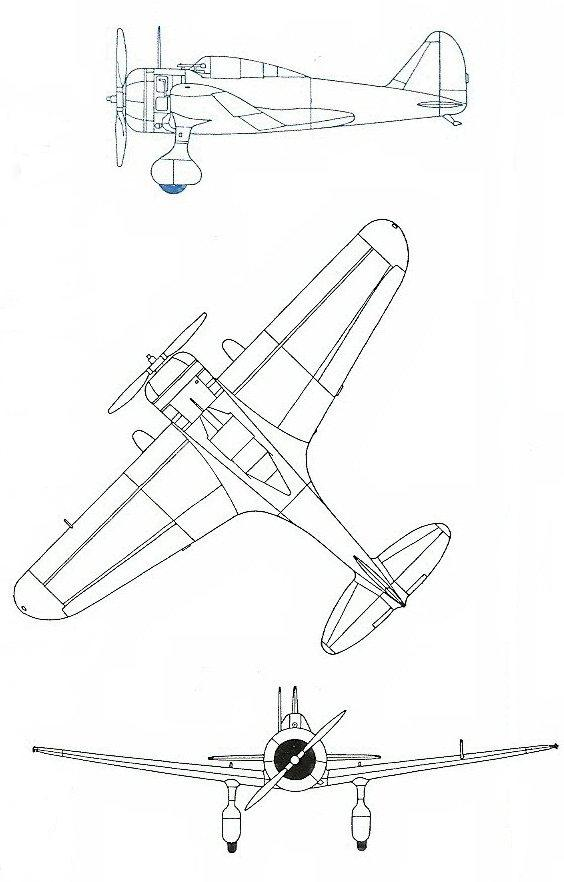

В 1934 році армійське командування оголосило конкурс на новий винищувач для заміни застарілого Kawasaki KDA-5. Порівняння випробування пройшли в 1935 році, де моноплан Nakajima Ki-11 програв у конкурсі біплану Kawasaki Ki-10, хоча і мав кращу швидкість при менш потужному двигуні. Незважаючи на програш, керівництво фірми Nakajima, розуміючи, що майбутнє за монопланами, самостійно продовжило роботи у цьому напрямку, спроектувавши винищувач, якому було присвоєне позначення «Тип PE». Єдиний екземпляр останнього був завершений в липні 1936 і в майбутньому слугував тестовою машиною для випробувань нових модифікацій, зокрема закрилків.
У 1935 році командування ВПС Імперської армії Японії видало замовлення на розробку винищучача-моноплана фірмам Nakajima, Kawasaki та Mitsubishi, літаки яких отримали позначення Ki-27,
Ki-28 та Ki-33 (варіант морського винищувача A5M) відповідно.
Літак Ki-27 був розроблений на базі  «Тип PE». Це був вільнонесучий низькоплан із двигуном повітряного охолодження Nakajima Ha-1a потужністю 650 к.с. Шасі не складалось, а було закрите обтічниками. Крило було максимально полегшене, що забезпечувало літаку високу маневровість. Перший прототип був готовий 15 жовтня 1936 року. Другий прототип, збудований наприкінці 1936 року, мав трохи збільшену площу крила. 
Після заводських випробувань літак передали армійському дослідному авіаційному інституту в Татікаві для проведення порівняльних випробувань. У ході випробувань Ki-27 показав меншу швидкість, ніж його конкуренти - 468 км/год (проти 485 в Ki-28 і 474 в Ki-33), середню швидкопідйомність - висота 5 км досягалась за 5 хв. 36 с. (проти 5 хв. 10 с. в Ki-28 і 5 хв. 56 с. в Ki-33), але мав найкращу маневровість, що зіграло вирішальну роль. Фірмі Nakajima було видане замовлення на побудову десяти передсерійних літаків, які були виготовлені з липня по грудень 1937 року. Вони мали більший розмах крила (11,31 м), ще більшу площу крила (18,56 м²), внаслідок чого ще більше покращилась маневровість. Також був змінений ліхтар кабіни пілота для покращення огляду. Випробування були успішно завершені наприкінці 1937 року, і літак був прийнятий на озброєння під назвою «Армійський винищувач Тип 97 Модель А» (або Ki-27a).

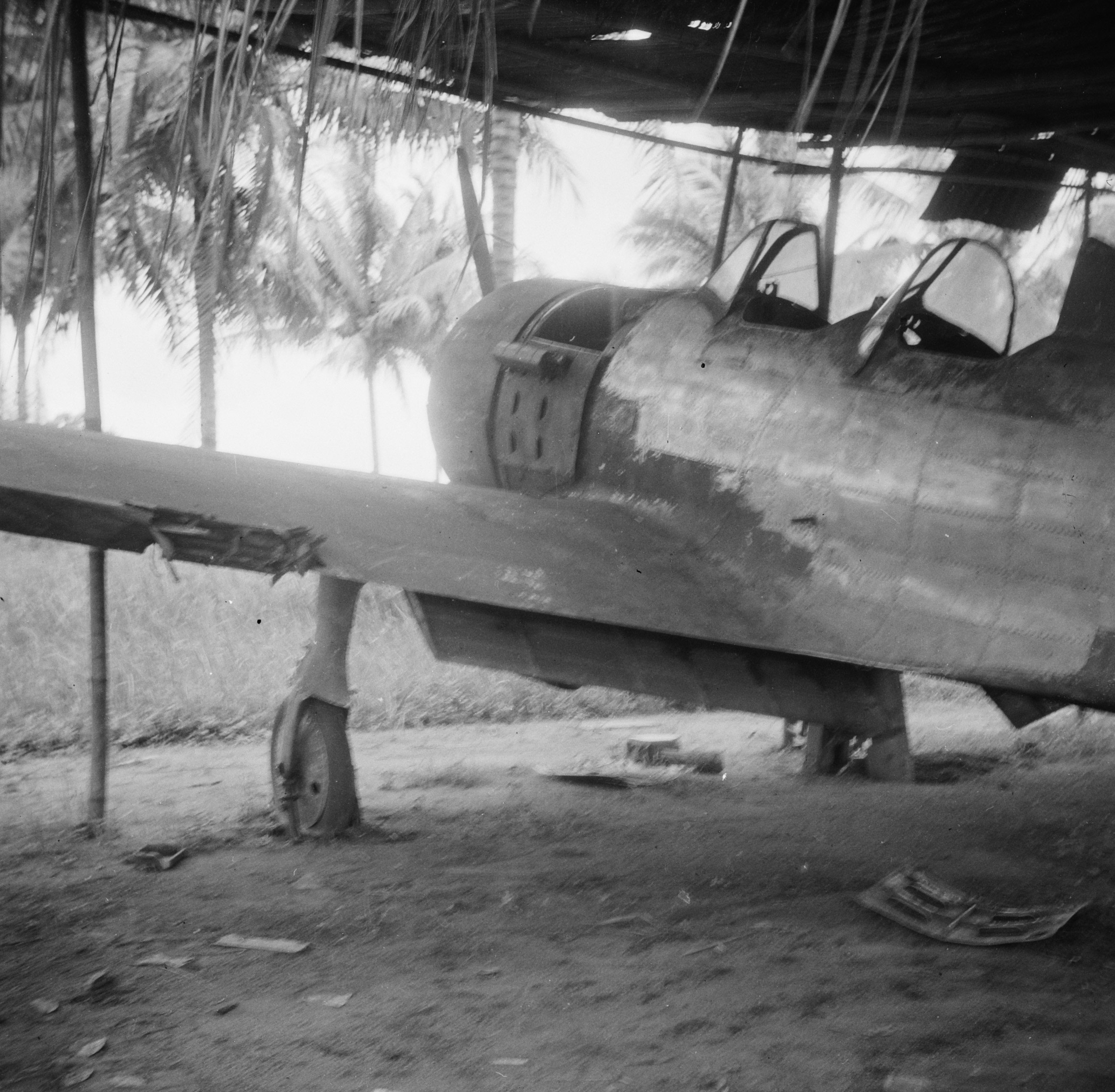
Двомісний навчальний Ki-27, залишений японцями в аеропорту Суматри.

Серійні машини були озброєні двома синхронними 7,7-мм кулеметами «Тип 89» з боєзапасом по 500 патронів на ствол. На літаках встановлювались радіоприймачі, а на літаки командирів ланок - ще й радіопередавачі.
Модифікація Ki-27b мала змінений ліхтар кабіни для кращого огляду, перероблений маслорадіатор, а також можливість підвішування чотирьох 25-кг бомб або двох 130-літрових паливних баків.
В 1940 році через затримку в виробництві нових Nakajima Ki-43 було побудовано два прототипи Ki-27 KAI - полегшену версію Ki-27. Ця модифікація розвивала швидкість 475 км/год, і мала кращу маневровість, але подальша розробка припинилася через те, що було вирішено більшість проблем з Ki-43.
Коли літаки Ki-27 застаріли, частина з них була перероблена у навчальний варіант. Але оскільки виробничі потужності фірми були зайняті випуском винищувача Nakajima Ki-43, виготовлення навчальних літаків передали фірмі Mansyu, де на базі Ki-27 був розроблений навчальний літак Mansyu Ki-79.

## Тактико-технічні характеристики

### Технічні характеристики
- Екіпаж: 1 чоловік
- Довжина: 7,53 м
- Висота: 3,28 м
- Розмах крил: 11,31 м
- Площа крил: 18,56 м²
- Маса пустого: 1 110 кг
- Маса спорядженого: 1 547 кг
- Максимальна маса зльоту: 1 790 кг
- Навантаження на крило: 96.5 кг/м²
- Двигуни:  1 х Nakajima Ha-1 Otsu
- Потужність: 650 к. с.
- Питома потужність: 3,35 кг/к.с.

### Льотні характеристики
- Максимальна швидкість: 470 км/г на висоті 3 500 м.
- Крейсерська швидкість: 350 км/г
- Дальність польоту: 627 км
- Максимальна дальність: 1 710 км.
- Практична стеля: 12 250 м
- Швидкість підйому: на висоту 5 000 м. за 5 хв. 22 с.

### Озброєння
- Бомбове: 100 кг
- Кулеметне: 2 x 7,7-мм кулемети «Тип 89» або 
12,7-мм кулемет «Ho-103» та 7,7-мм кулемет

## Модифікації

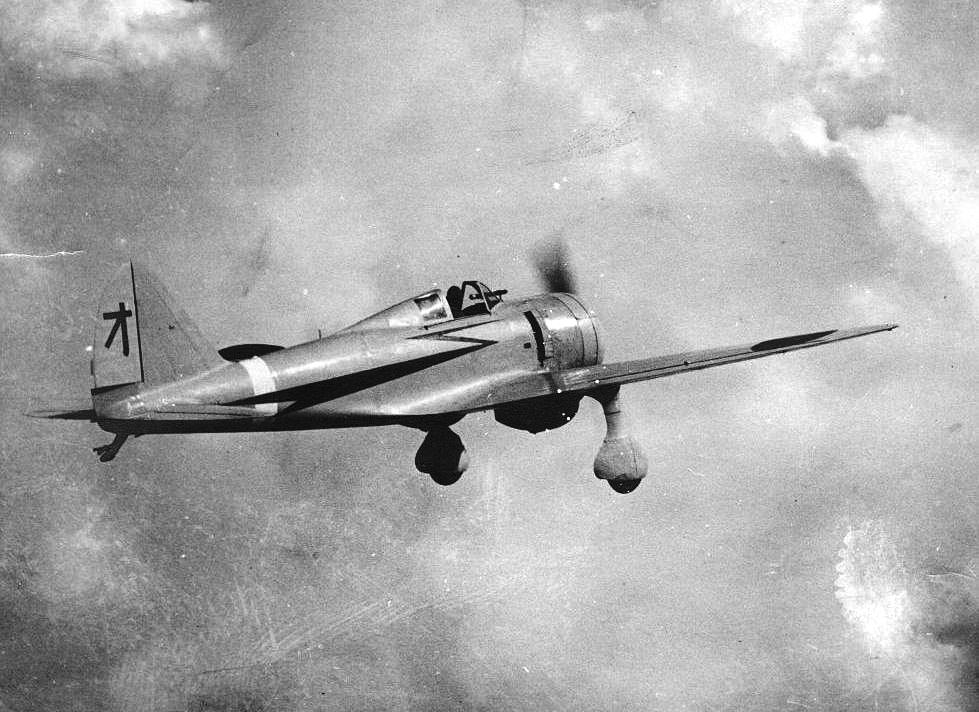
Ki-27 в польоті.

- Nakajima Type PE - експериментальний літак, розроблений за власною ініціативою
- Nakajima Ki-27 - прототип (2 екз.)
- Nakajima Ki-27-Kai - передсерійний варіант з озброєнням (10 екз.)
- Ki-27a - перший серійний варіант (~ 565 екз.)
- Ki-27a-Kai - навчальний варіант, перероблений з Ki-27a (~ 150 екз.)
- Ki-27b - другий серійний варіант (1 492 екз.)
- Ki-27b-Kai -  навчальний варіант, перероблений з Ki-27b (~ 225 екз.)
- Nakajima Ki-27-Kai - експериментальний варіант, розроблений на випадок затримки із розробкою винищувача Nakajima Ki-43
- Mansyu Ki-79 - навчальний літак, розроблений фірмою Mansyu на базі Ki-27

## Історія використання

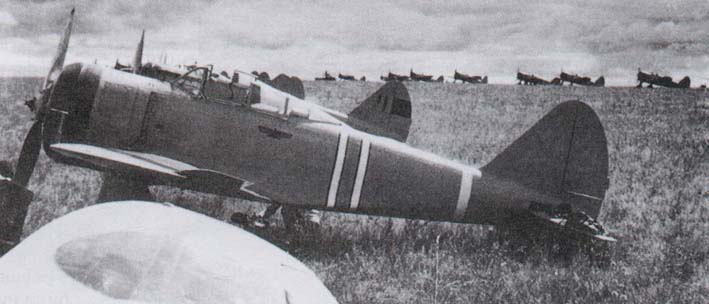
Літаки Ki-27 на Халхин-Голі

Дебют літаків Ki-27 відбувся в Китаї у 1938 році, під час японсько-китайської війни. Літаки Ki-27 забезпечили японській авіації перевагу над китайськими винищувачами. Під час боїв на Халхин-Голі брали участь близько 200 літаків Ki-27, які показали повну перевагу над І-15 біс. Вони зберігали перевагу аж до появи І-16, яким поступались у швидкості, особливо на висотах нижче 5000 м.
На початок Війни на Тихому океані в частинах першої лінії перебувало близько 600 літаків Ki-27. Вони діяли в Індокитаї, Тайвані, брали участь у Філіппінській, Голландсько-Ост-Індській, Малайській, Таїландській операціях. Тут Ki-27, які вже вважались застарілими, вступали в бій з P-40 і навіть здобували перемоги.
Після рейду Дуліттла в Японії терміново формували частини ППО, озброєні Ki-27. Вони несли службу до 1943 року, після чого ці частини були переозброєні сучаснішими літаками, а Ki-27 використовувались як навчальні.
Літаки Ki-27 постачались армії Маньчжоу-го. 12 літаків Ki-27 були передані Таїланду, але там вони використовувались як навчальні.
На завершальному етапі війни Ki-27 використовувались для атак камікадзе. У свій останній політ машини несли 500-кг бомбу.
Після завершення війни захоплені Ki-27 використовувались в Китаї, як комуністичними військами, так і гоміньданівськими. Також захоплені Ki-27 використовувались індонезійськими повстанцями.
Літак отримав у союзників кодову назву «Нейт» (англ. Nate), але в боях в Китаї та Бірмі він мав назву «Абдул» (англ. Abdul). В СРСР літак мав кодову назву «И-97».

## Оператори
Японська імперія
- ВПС Імператорської армії Японії
  - 1-й авіазагін ВПС
  - 4-й авіазагін ВПС
  - 5-й авіазагін ВПС
  - 9-й авіазагін ВПС
  - 11-й авіазагін ВПС
  - 13-й авіазагін ВПС
  - 18-й авіазагін ВПС
  - 21-й авіазагін ВПС
  - 24-й авіазагін ВПС
  - 33-й авіазагін ВПС
  - 50-й авіазагін ВПС
  - 54-й авіазагін ВПС
  - 59-й авіазагін ВПС
  - 63-й авіазагін ВПС
  - 64-й авіазагін ВПС
  - 70-й авіазагін ВПС
  - 77-й авіазагін ВПС
  - 78-й авіазагін ВПС
  - 85-й авіазагін ВПС
  - 87-й авіазагін ВПС
  - 144-й авіазагін ВПС
  - 246-й авіазагін ВПС
  - 9-та окрема рота ВПС
  - 10-та окрема рота ВПС
  - 28-та окрема рота ВПС
  - 47-ма окрема рота ВПС
  - 84-та окрема рота ВПС
  - 7-ма навчальна ескадрилья
  - 17-та навчальна ескадрилья
  - 27-ма навчальна ескадрилья
  - 32-та навчальна ескадрилья

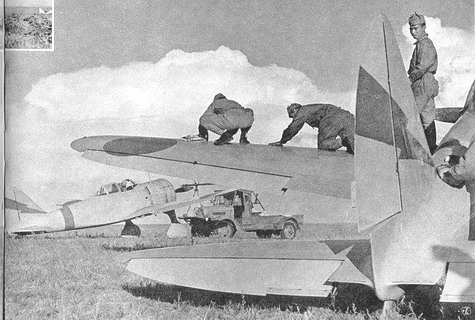
Ki-27 в Китаї. Фото з газети Асахі Сімбун за 1938 рік.

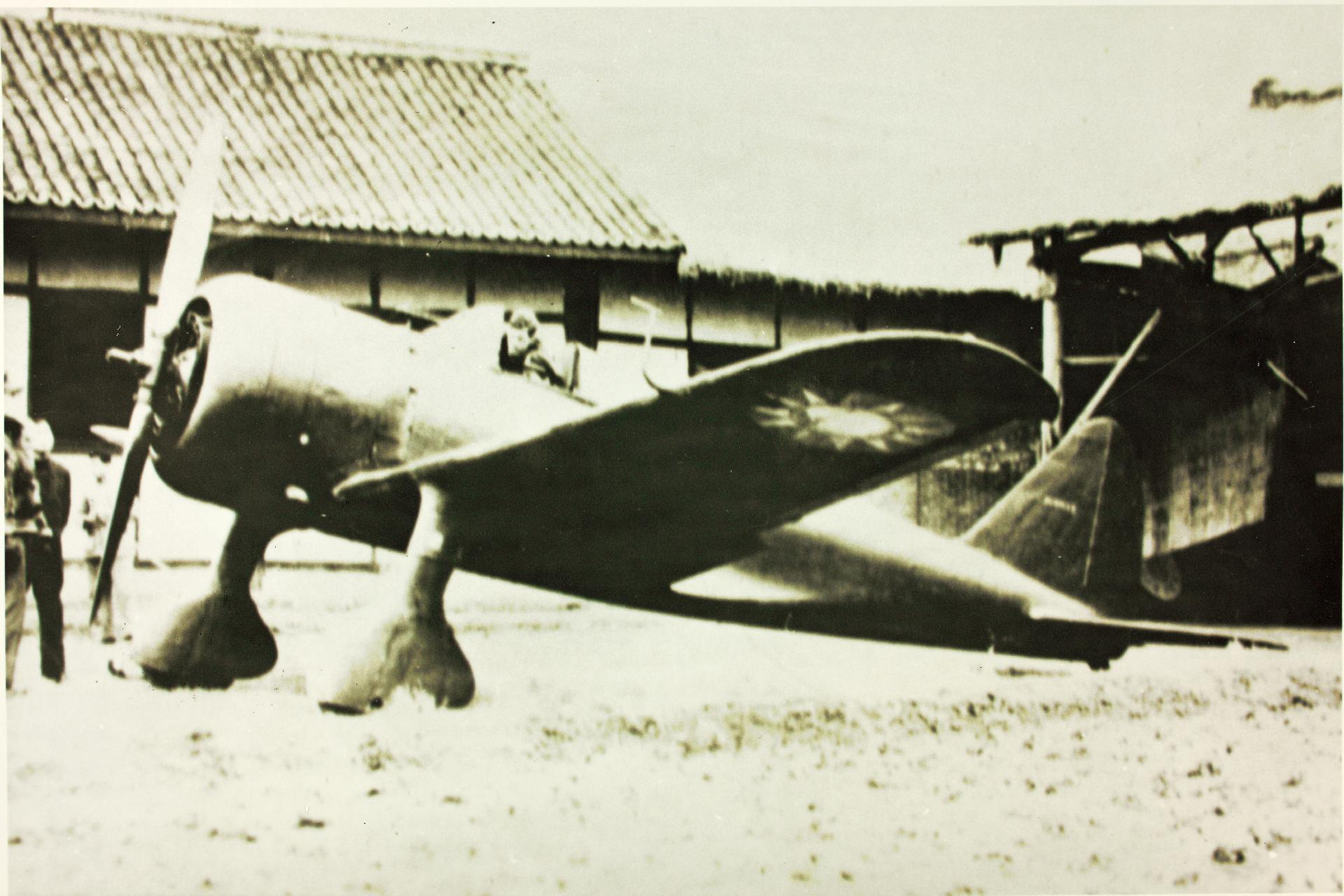
Ki-27 Республіки Китай.

  - Винищувальна тренувальна школа Акено

 Маньчжурська держава
- Повітряні сили Маньчжурії

 КНР
- Повітряні сили Китайської Народної Республіки

 Республіка Китай
- ВПС Республіки Китай

 Індонезія
- Національна армія Індонезії

## Вцілілі екземпляри
До теперішнього часу збереглись 2 екземпляри літаків Ki-27.
Один знаходиться в музеї міста Татіараї, інший, Ki-79 - в музеї збройних сил Індонезії в Джакарті.
У музеї авіації міста Торокозава демонструється репліка Ki-27 яка була створена для зйомок фільму «Дружина льотчика-камікадзе» (яп. 妻と飛んだ特攻兵).

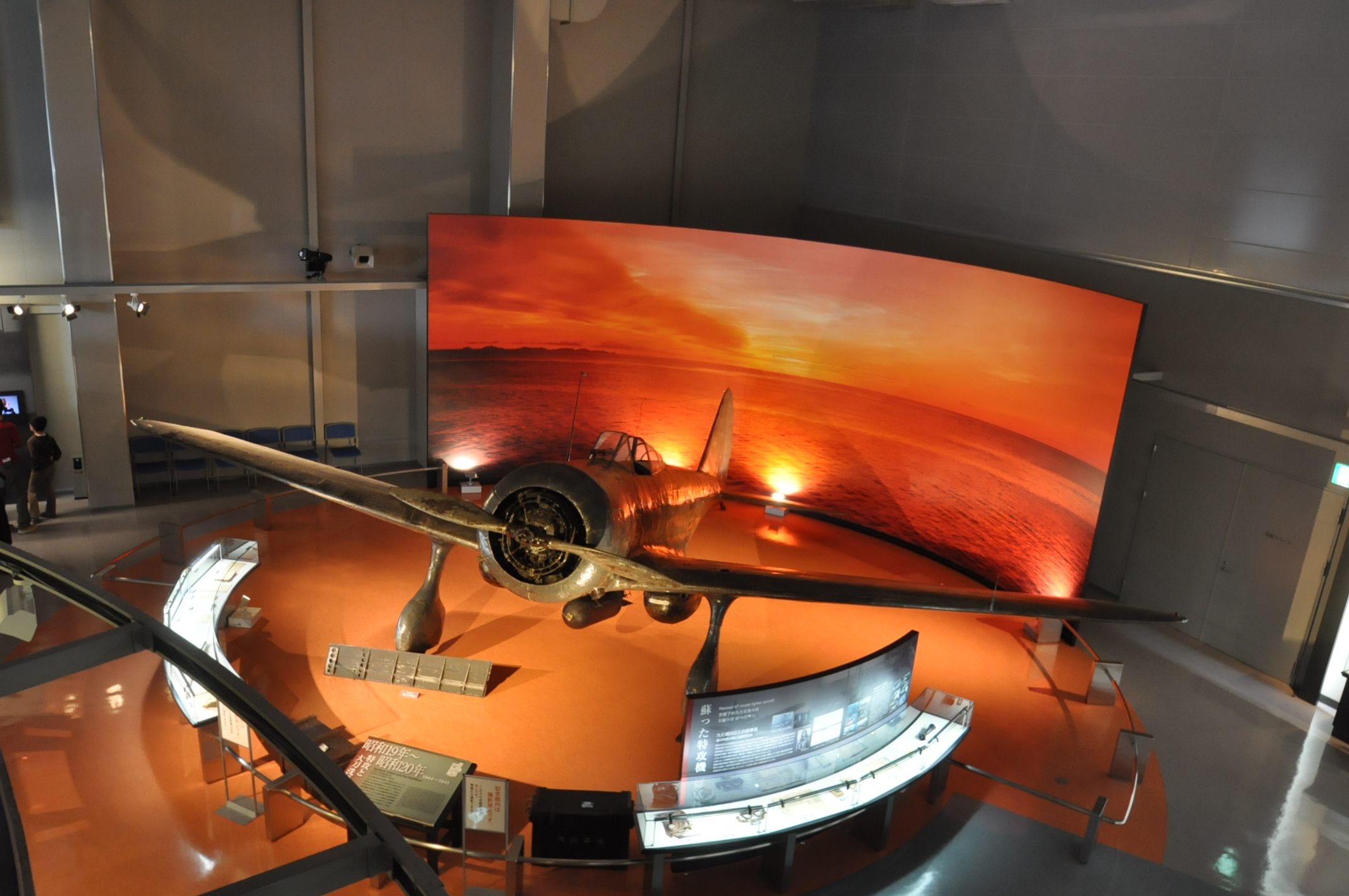
Ki-27 в музеї міста Татіараї.
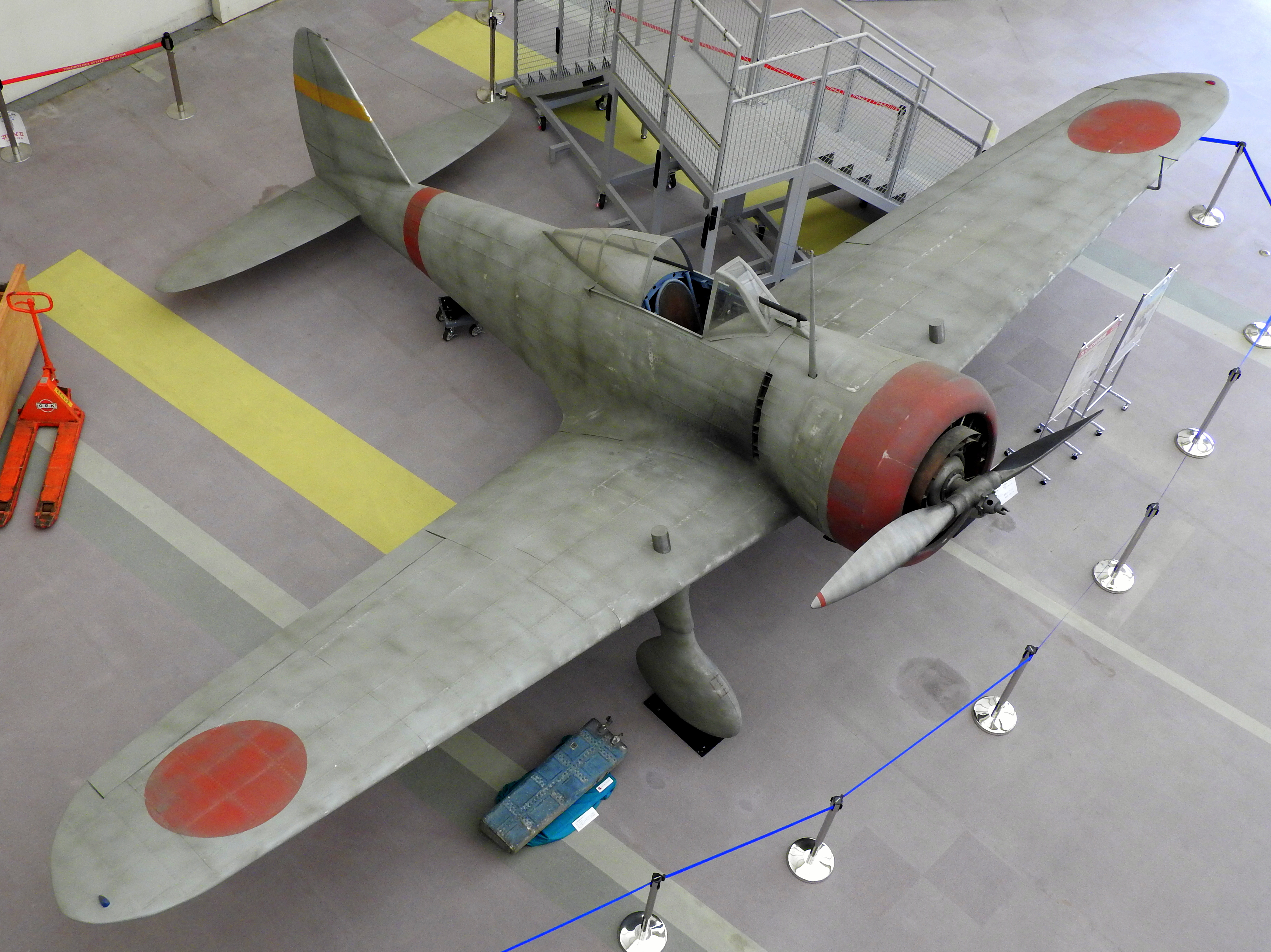
Репліка Ki-27. Музей авіації міста Торокозава.
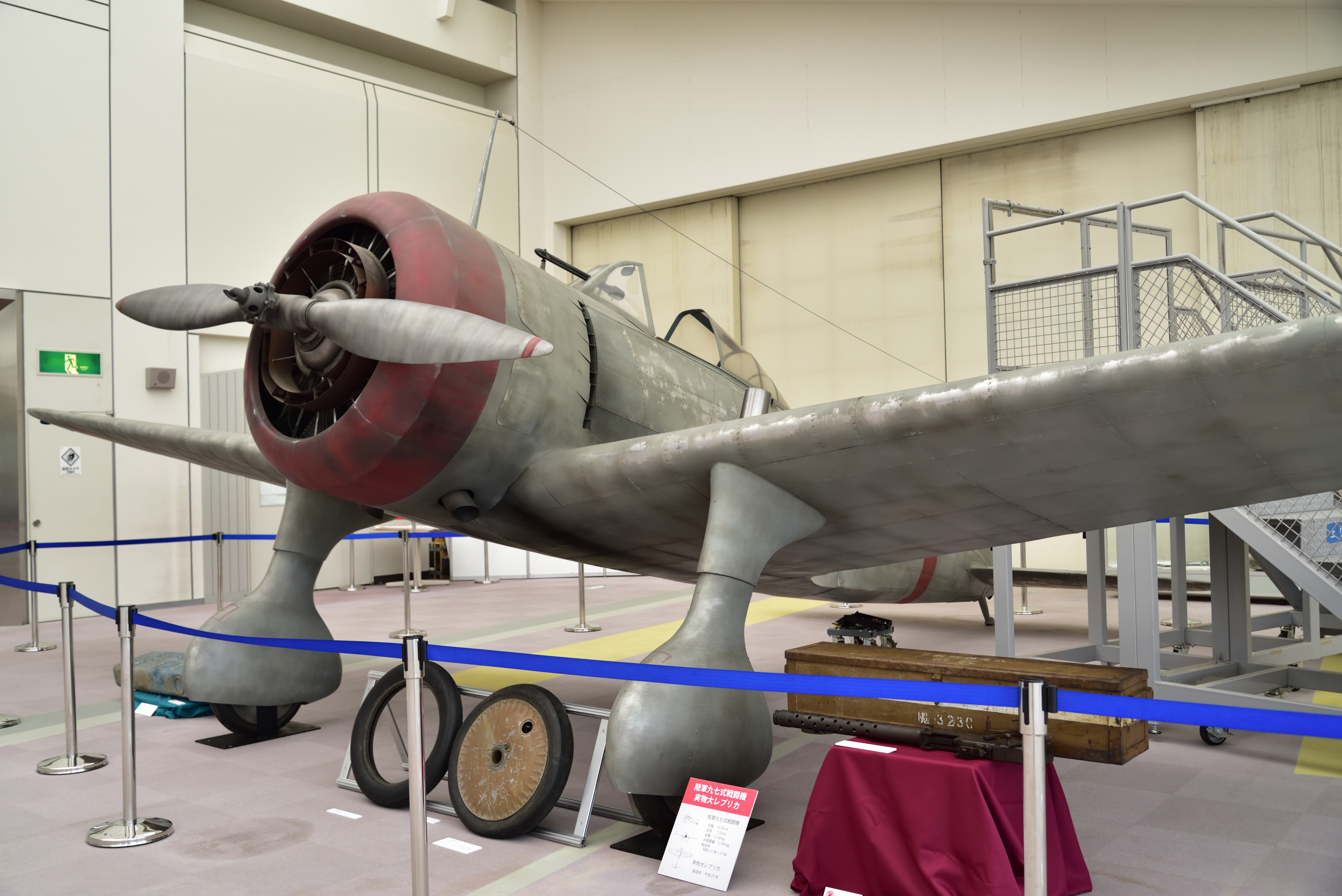
Репліка Ki-27. Музеї авіації міста Торокозава.